# Пітько В'ячеслав Павлович
В'ячеслав Павлович Пітько (22 грудня 1972 — 24 серпня 2021) — старший сержант 74-го окремого розвідувального батальйону Збройних Сил України, учасник російсько-української війни.

## Життєпис
Народився 22 грудня 1972 року. Працював на підприємстві «ДніпроАзот».
На війні – з 2014-го. Черговий контракт підписав у липні 2019 року. Старший сержант, командир відділення 74-го окремого розвідбатальйону.
Загинув 24 серпня 2021 року під час бойового чергування на спостережному пункті поблизу с. Новомихайлівка (Мар’їнський район Донецької області), отримавши вогнепальне кульове наскрізне поранення живота під час ворожого обстрілу.
Похований 27 серпня на Алеї Слави військового кладовища в Кам'янському.
Залишилися мати, брат, дружина й 11-річна донька.

## Нагороди
- Указом Президента України № 576/2021 від 15 листопада 2021 року, «за особисту мужність, виявлену у захисті державного суверенітету та територіальної цілісності України, сумлінне і бездоганне служіння Українському народові», нагороджений орденом «За мужність» III ступеня (посмертно)[1].